# Jasminum odoratissimum
Jasminum odoratissimum — вид рослин з родини маслинові (Oleaceae), ендемік Мадейри та Канарських островів.

## Опис
Кущ висотою 1.5–4 м, сильно розгалужений. Листки чергуються, черешчаті, темно-зелені, шкірясті, гладкі, довжиною до 5 см і шириною 2.5 см, кінцевий лист найбільший. Квітів жовті й ароматні. Цвіте з грудня по червень. Плоди — ягоди.

## Поширення
Ендемік Мадейри та Канарських островів.
Він росте у ксеротермічних чагарниках.

## Використання
Квіти дуже запашні, вони використовуються при приготуванні сумішей чаю, олії жасмину також використовується в парфумерії.

## Галерея

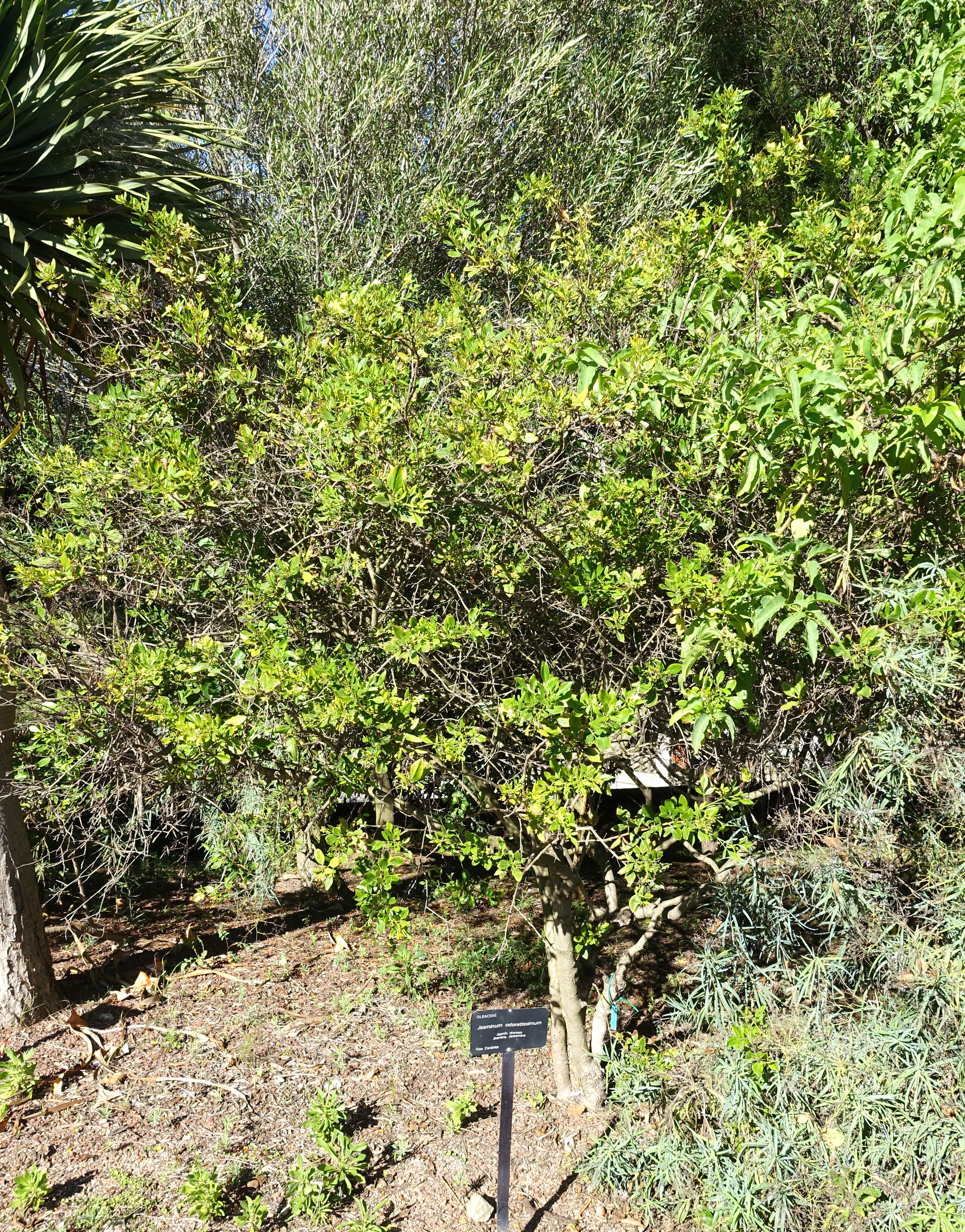
загальний вигляд
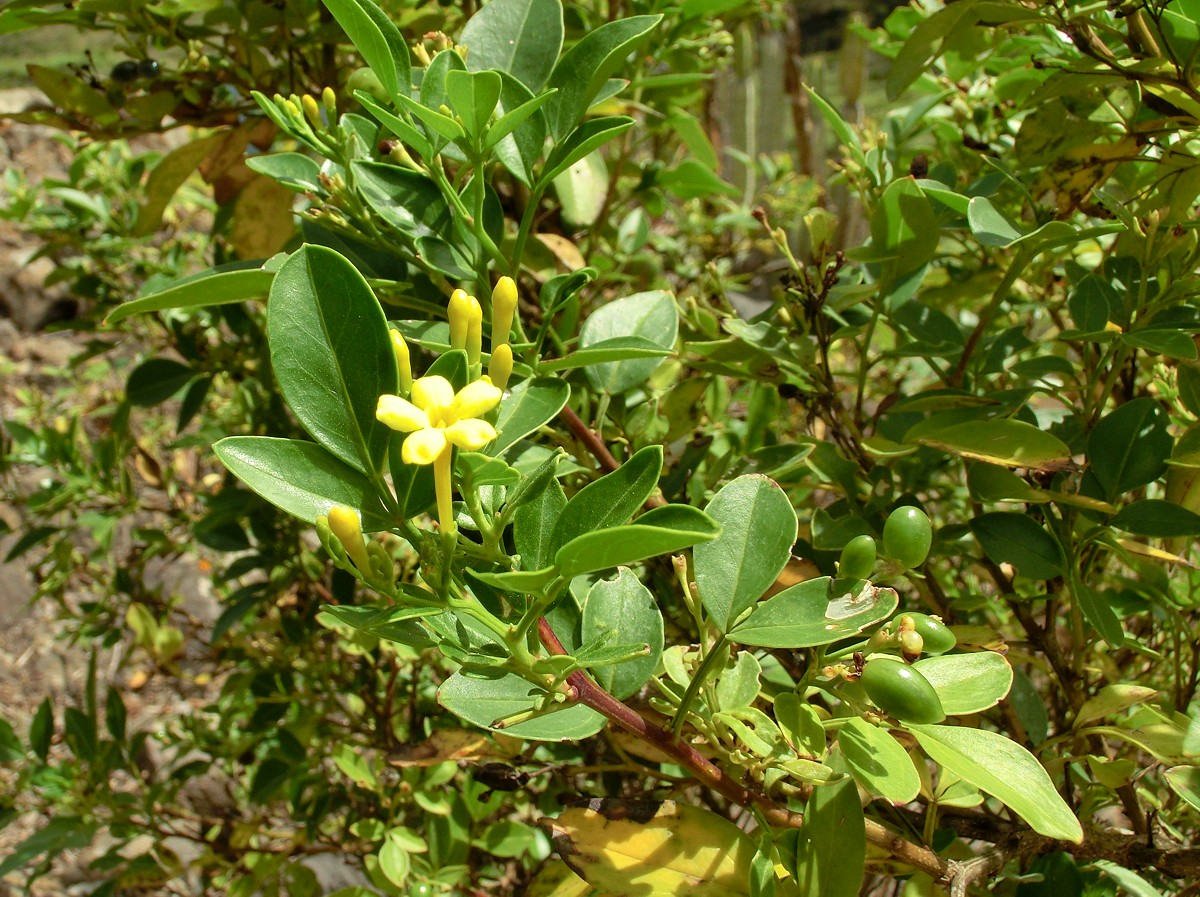
квітка на кущі
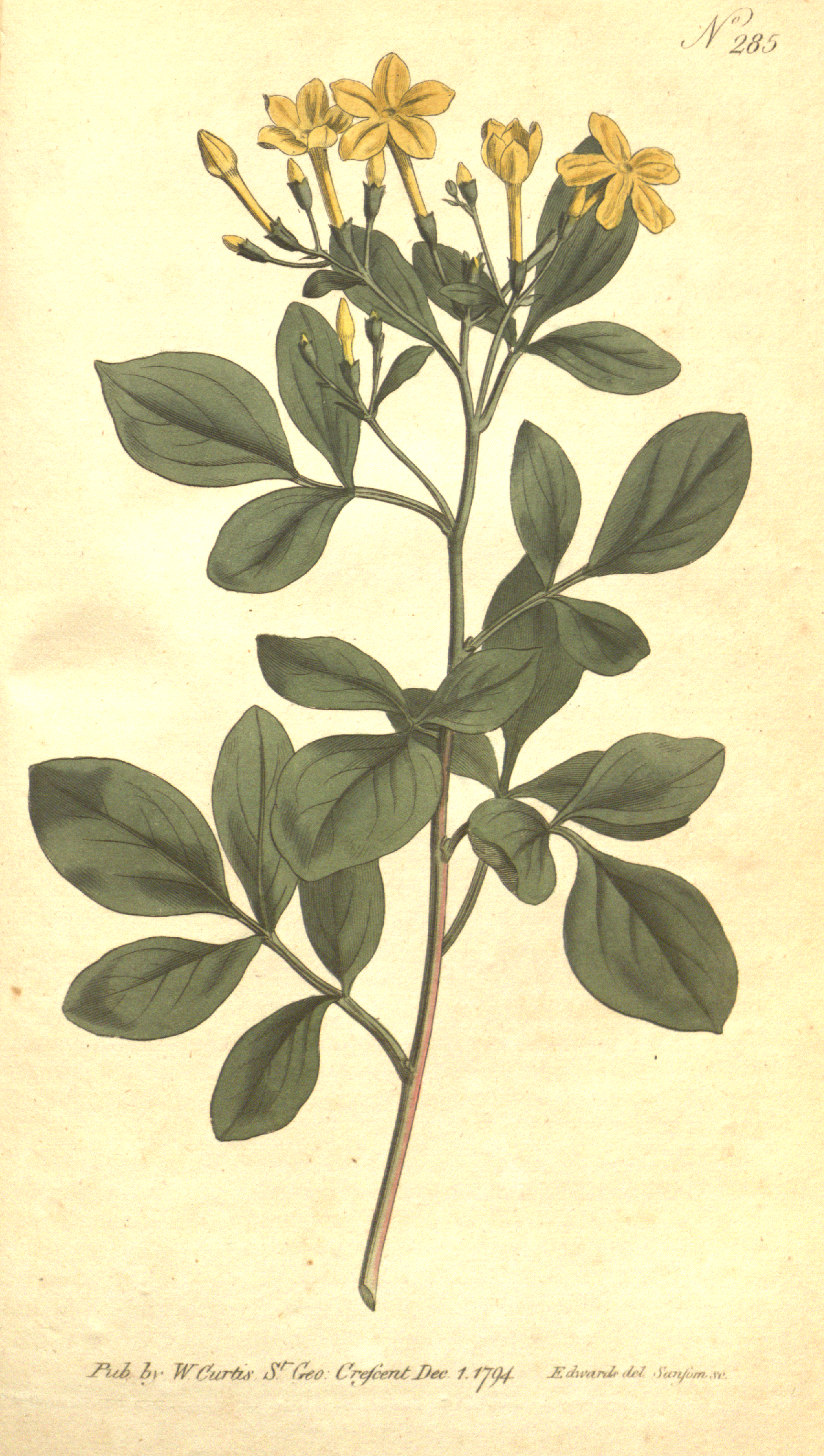
ілюстрація